# Gilbert van Poitiers

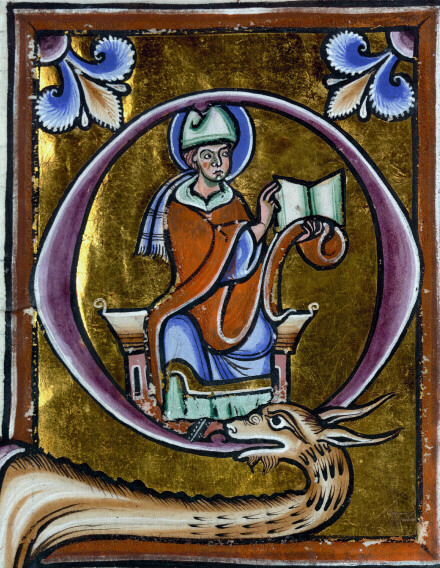
Illustratie voorstellende Gilbert van Poitiers

Gilbert van Poitiers (Frans: Gilbert de la Porrée, Latijn: Gilbertus Porretanus) (Poitiers, ca. 1075 – aldaar, 4 september, 1154) was een Frans scholastisch theoloog en logicus.

## Leven
Hij werd geboren in Poitiers, waar hij ook zijn eerste studies voltooide. Hij werd vervolgens in Chartres onder leiding van Bernard van Chartres opgeleid aan de kathedraalschool van Chartres. Hier leerde hij de verschillen tussen Aristoteles en Plato kennen. Later ging hij naar Laon, waar hij aan de kathedraalschool van Anselmus van Laon en Ralph van Laon studeerde. Hier bestudeerde hij Bijbelse geschriften. Na het voltooien van zijn opleiding keerde hij terug naar Poitiers, waar hij naar men aanneemt doceerde. Hij ging daarna opnieuw naar Chartres om daar logica en theologie te doceren. Na de dood van Bernard van Chartres was hij daar van 1126 tot 1140 kanselier.

## Werken
Gilbert is bijna de enige logicus uit de 12e eeuw, die nog door de grote scholastici uit volgende eeuwen werd geciteerd. Zijn belangrijkste logische werk, de verhandeling De sex principiis, werd in de volgende eeuwen met bijna dezelfde eerbied beschouwd als die van van Aristoteles. Het werk lokt tal van commentatoren uit, waaronder dat van Albertus Magnus. Door de bekendheid van dit werk, wordt Gilbert van Poitiers door Dante Alighieri genoemd als de Magister sex principiorum. De verhandeling zelf is een bespreking van de aristotelische categorieën, in het bijzonder die van de zes ondergeschikte modi.
Gilbert maakt in de tien artistotelische categorieën een onderscheid tussen twee klassen, de ene een essentiële, de andere een afgeleide. Essentiële of inherente (formae inhaerentes) in de objecten zelf zijn slechts substantie, hoeveelheid, kwaliteit en relatie in de strikte zin van die term. De overige zes: wanneer, waar, actie, passie, positie en gewoonte zijn relatief en ondergeschikte (formae assistantes). Deze suggestie heeft enig belang, maar is niet van grote waarde gebleken, noch in de logica noch in de kennistheorie. Belangrijker in de geschiedenis van de scholastiek zijn de theologische consequenties waartoe Gilberts realisme hem brachten.

## Voetnoten
- Bibsys: 1032467
- Biblioteca Nacional de España: XX1117280
- Bibliothèque nationale de France: cb12492508m (data)
- Catàleg d'autoritats de noms i títols de Catalunya: 981058523374106706
- Gemeinsame Normdatei: 11869488X
- International Standard Name Identifier: 0000 0004 4926 5763
- Library of Congress Control Number: n80043432
- Nationale bibliotheek van Australië: 61541847
- Nationale Bibliotheek van Israël: 987007261597405171
- Nationale Bibliotheek van Polen: a0000001230808
- Nederlandse Thesaurus van Auteursnamen: 073616109
- Réseau des bibliothèques de Suisse occidentale: 02-A000071935
- Istituto Centrale per il Catalogo Unico: BVEV017956
- LIBRIS: 189309
- SNAC: w6639v1x
- Système universitaire de documentation: 034136770
- Virtual International Authority File: 100177951
- WorldCat: E39PCjBchdM3Vj9dcjQDT66KcX